# Jois
Jois (węg. Nyulas) – gmina targowa w Austrii, w kraju związkowym Burgenland, w powiecie Neusiedl am See. Według Austriackiego Urzędu Statystycznego 1 stycznia 2014 roku liczyła 1,46 tys. mieszkańców.

## Współpraca
Miejscowość partnerska:
- Kappel am Krappfeld, Karyntia